# Acanthodelta stumpffii
Acanthodelta stumpffii är en fjärilsart som beskrevs av Saalmüller 1880. Acanthodelta stumpffii ingår i släktet Acanthodelta och familjen nattflyn. Inga underarter finns listade i Catalogue of Life.